# Hyunri
Hyunri née Hyunri Lee est une actrice d'origine sud-coréenne principalement active au Japon. 

## Biographie
Dans son enfance, elle vécut dans une maison conçue par Tadao Andō et passa quelques années à Oxford.
Elle est trilingue (anglais, coréen, japonais).

## Filmographie sélective

### Cinéma
- 2016 : A Bride for Rip Van Winkle de Shunji Iwai
- 2020 : Les Amants sacrifiés de Kiyoshi Kurosawa
- 2021 : Contes du hasard et autres fantaisies de Ryūsuke Hamaguchi

### Télévision
- 2019 - 2021 : Le Réalisateur nu de Masaharu Take
- 2025 : Can This Love Be Translated? des Sœurs Hong

### Internet
- Street Fighter: Assassin's Fist